# Costa de Marfil en los Juegos Olímpicos de Tokio 2020
Costa de Marfil estuvo representada en los Juegos Olímpicos de Tokio 2020 por un total de 31 deportistas que compitieron en 6 deportes. Responsable del equipo olímpico fue el Comité Olímpico Nacional de Costa de Marfil, así como las federaciones deportivas nacionales de cada deporte con participación.
La portadora de la bandera en la ceremonia de apertura fue la atleta Marie-Josée Ta Lou.

## Medallistas
El equipo olímpico de Costa de Marfil obtuvo las siguientes medallas:
| Nombre      | Deporte   | Competición |
| ----------- | --------- | ----------- |
| Oro         |           |             |
| —           |           |             |
| Plata       |           |             |
| —           |           |             |
| Bronce      |           |             |
| Ruth Gbagbi | Taekwondo | –67 kg F    |